# Потенца Пичена
Потѐнца Пичѐна (на италиански: Potenza Picena, до 1862 г. Monte Santo, Монте Санто) е град и община в Централна Италия, провинция Мачерата, регион Марке. Разположен е на 237 m надморска височина. Населението на общината е 16 190 души (към 2011 г.).